# Горни Коритен
Вижте пояснителната страница за други значения на Коритен.
Горни Коритен е село в Западна България. То се намира в община Трекляно, област Кюстендил.

## География
Село Горни Коритен се намира в планински район в северозападната част на Кюстендилското Краище, в източните склонове на Кобилска планина, в долината на Горнокоритенския поток (приток на река Драговищица). Горни Коритен е на 33 км от Кюстендил в посока с. Трекляно. До селото се стига или по третокласен път № 601 – Кюстендил – Драговищица – Долно Уйно – отклонение за Горни Коритен (11 км) или по отклонението Драговищица – Злогош – отклонение Долни Коритен.
Името на селото идва от релефа, просечен от сухи каменисти долини напомнящи на „корита“, със стръмни склонове. Селото е образувано от 13 махали: Село, Цоневци, Мазгарска, Ралоква, Паунова, Попова, Петкова, Богданова, Спасова, Расова, Любенова, Лозанова и Леярска.

## Население
| Година    | 1880 | 1900 | 1926 | 1934 | 1946 | 1956 | 1965 | 1975 | 1984 | 2008 |
| Население | 422  | 517  | 637  | 611  | 566  | 392  | 218  | 178  | 117  | 40   |

Численост и дял на етническите групи според преброяването на населението през 2011 г.:
|                     | Численост | Дял (в %) |
| Общо                | 25        | 100,00    |
| Българи             | 24        | 96        |
| Турци               | 0         | 0,00      |
| Цигани              | 0         | 0,00      |
| Други               | 0         | 0,00      |
| Не се самоопределят | 0         | 0,00      |
| Неотговорили        | 1         | 4         |

## История
Няма запазени писмени данни за времето на възникване на селото. Останките от антично селище и некропол свидетелстват че района е населяван от дълбока древност.
Село Горни Коритен е старо средновековно селище, регистрирано в турски данъчни документи от 1570 – 1572 г. под името Горно Коритино като зиамет към нахия Горно Краище на Кюстендилския санджак с 35 домакинства, 19 ергени и 1 бащина. В списъка на джелепкешаните от 1576 – 77 г. е записано селище Горно Коритне към кааза Ълъджа (Кюстендил) с 2 данъкоплатци.
През 1865 г. е построена църквата „Свети Илия“.
След Освобождението (1878) селото е в рамките на Княжество България – Краишка околия (до 1889 г.) със седалище с. Извор. След Съединението (1886) е в Босилеградска околия до 1901 г., след това в Кюстендилска околия. През Сръбско-българската война (1885) в района действа Изворския отряд под командването на капитан Стефан Тошев, като при с. Трекляно има решителна битка с Моравската/сръбска/дивизия.
В края на XIX век селото има 4278 декара землище, от които 2202 дка ниви, 987 дка гори, 569 дка естествени ливади, 520 дка мери и се отглеждат 1459 овце, 123 кози, 208 говеда и 69 коня. Основен поминък на селяните са земеделието (основно овес, ръж, тютюн, царевица, цвекло, тикви и картофи) и животновъдството.
През 1884 г. е построено основно училище „Васил Левски“. През 1928 г. е основано читалище „Христо Ботев“, а през 1944 г. – Потребителна кооперация „Нов живот“.
През 1957 г. е учредено ТКЗС „Балкан“, което от 1961 г. преминава в ДЗС – Трекляно, от 1979 г. в АПК „Краище“, което от 1983 г. е в състава на ЦКС. Селото е електрифицирано (1952), няма действащо водоснабдяване и канализация.
През последните десетилетия се наблюдават активни миграционни процеси.
Селото е агроекологичен район – липсват промишленост и замърсители. Съгласно Европейската екологична мрежа НАТУРА 2000 част от землището влиза в защитена зона „Долни Коритен“. В плана за регионално развитие на Община Трекляно е предвиденно да се работи за откриване в местността „Славчето“ на ГКПП, което би допринесло за оживяване на връзките със Западните покрайнини в Република Сърбия. Перспективите за развитие на селото са свързани и с развитието на селски и църковен туризъм.

## Исторически, културни и природни забележителности
- Възрожденска църква „Свети Илия“ Построена е през 1865 г. Представлява еднокорабна постройка с полукръгла олтарна апсида. Пред западната стена са издигнати четири колони, свързани с арки. Тези колони поддържат отделението за хора. Иконостасът е с дъсчена направа без резба, изпълнен с растителни орнаменти и е от 1873 г. Иконите са от 1865 г. и са дело на самоковските зографи Захари и Васил Христови Радойкови. В един псалтир, руско издание, от 1858 г. е оставена преписка, че изписването на храма в олтара, свещите и Ширшая небес и небесни вседържател са дело на живописеца Евстатий Попдимитров от село Осой, сега в Северна Македония.

## Религии
Село Горни Коритен принадлежи в църковно-административно отношение към Софийска епархия, архиерейско наместничество Кюстендил. Населението изповядва източното православие.

## Редовни събития
Ежегоден събор-среща на границата със Сърбия в местността „Славчето“.

## Занаяти
- тъкане на битови шарени черги – от парцалени изрезки, от вълнена прежда; дървен стан със совалка и „бърдо“
- предене на прежда от овча вълна – вретено, хурка, чекрък
- производство на опинци (цървули) от свинска кожа – материал свинска „щавена“ нестригана кожа
- производство на непечени тухли от глина и слама – дървени калъпи и сушене на слънце
- варене на ракия от джибри

## Народни носии
- женска носия: вълнен сукман обшит със сърма, кенарена „кошуля“, „скутача“ – тъкана престилка, „метални или сребърни пафти“, „опинци“, „яшмак“ на главата
- мъжка носия:потури, кошуля, вълнен елек, навуща, опинци, овчи калпак

## Кухня
- „мачкан“ – надробен хляб, запържен в масло със сирене;
- „лучена супа“ – прави се с пера от лук, прясно мляко;
- „каша с пилешко месо“
- „лучена яхния със сушени сини сливи“
- „спържа“ – късчета свинско месо и дреболии в мас;
- „печени гъби-лютици“ – вид местни гъби (лютива млечница-Lactarius piperatus), нямащи отровен двойник, люти на вкус;
- „свинско месо с праз лук и сухи червени чушки“
- „зелник“ – кръгла баница в средата със специална плънка от праз лук и др.
- „погача печена в подница и връшник на жар“
- „колак“ – печена питка в средата с цяло яйце (с черупката);
- „супа от коприва“
- „супа от зелени домати“
- „расол“ – супа от кисело зеле;
- „ермеева чорба“ – слаб оцет, разреден с вода със стрити печени люти сухи чушки и лук;
- „вариво“ – свинско месо със зеле;

## Личности
- Емануил Попдимитров Попзахариев. (1885 – 1943) – известен български поет и писател, в периода 1904 – 1906 г. творил в района, докато е бил учител.
- Владимир Господинов Цеков – „Владе Американеца“ (1884 – 1979). Участник в битката при Булаир (1913 г.) и Одринската крепост.
- Петър Цветанов Любенов (1816 – 1905) – свещеник, фолклорист и етнограф – безспорно най-изявената личност от селото и Краище. Автор е на известния сборник „Баба Ега“, 1887 г. и на книгите „Самовили и самодиви“ с 9 раздела – София, 1891 г., „Сборник с разни народни умотворения из Кюстендилско“ – София, 1896 г. и „Сборник с разни умотворения и турски злодейства из Кюстендилско“ – София, 1902 г. Синовете му са също образовани и изявени личности – Димитър-възрожденец, Йосиф-лекар, публицист, общественик, писател, Григор-юрист. Йосиф е завършил медицина в Цариград. Преди Освобождението е работил като военен лекар в Турския гарнизон в Ниш, след това в Босна и далечния Йемен.